# Acadian Driftwood

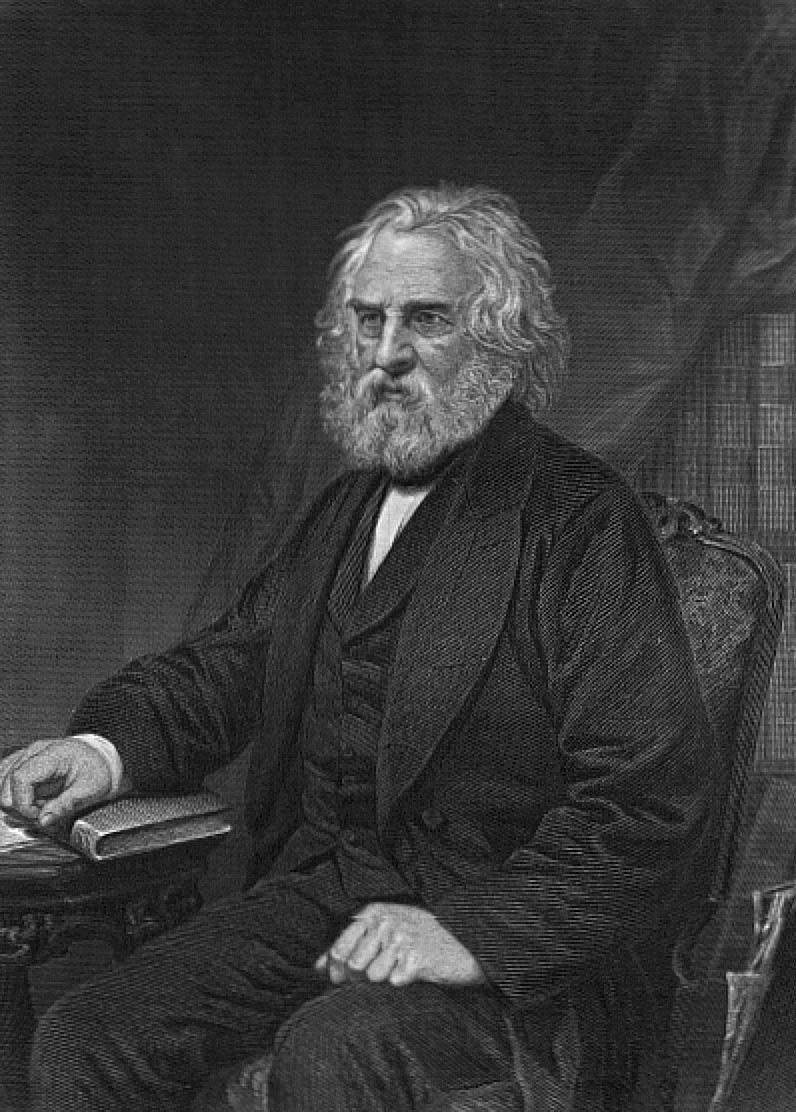
Henry Wadsworth Longfellow

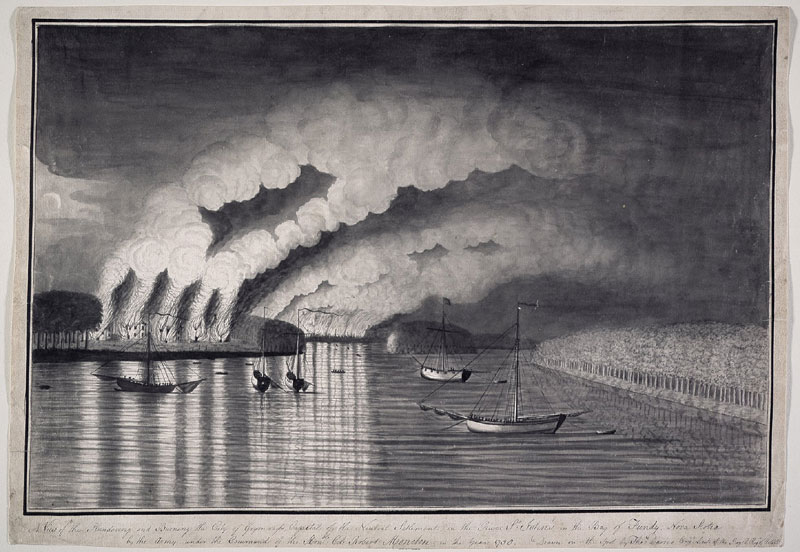
Rycina Thomasa Daviesa z 1758

Acadian Driftwood – ballada kanadyjskiej grupy The Band, która znalazła się na krążku Northern Lights-Southern Cross z 1975. Napisał ją Robbie Robertson, śpiewali zaś Levon Helm i Rick Danko. Formą utwór podchodzi pod gatunek Southern Rock, treścią związany jest zaś z północnymi terenami Ameryki Północnej.
Jest to druga po The Night They Drove Old Dixie Down piosenka grupy, której tematem jest uwikłanie przeciętnej jednostki w wir wydarzeń historycznych. Tłem dla utworu były walki Akadyjczyków z rządem Brytyjskim w latach 1755–1758. Mieszkańcy Akadii (niegdyś kolonii francuskiej) odmówili bowiem w 1710 posłuszeństwa Wielkiej Brytanii, w wyniku czego w 1755 zarządca Charles Lawrence wysiedlił siedem tysięcy mieszkańców kolonii, paląc ich farmy, narażając ich na liczne katastrofy morskie i choroby. W 1758 wojska Brytyjskie uderzyły na ufortyfikowane i bronione przez grupę czterech tysięcy Francuzów miasto Louisbourg.
Piosenka opisuje te wydarzenia z perspektywy człowieka, w którym odzywa się poczucie lokalnego patriotyzmu. Utwór utrzymany jest w ciepłej, optymistycznej tonacji, podkreślanej przez częste wstawki opisujące arkadyjski obraz Akadii.
Robbie Robertson pisząc swoją piosenkę inspirował się poematem Ewangelina (Evangeline: a Tale of Acadie) Henry'ego Wadswortha Longfellowa z 1847.